# Pipiza nitidifrons
Pipiza nitidifrons är en tvåvingeart som beskrevs av Mutin 2002. Pipiza nitidifrons ingår i släktet gallblomflugor, och familjen blomflugor. Inga underarter finns listade i Catalogue of Life.